# ألكسندر جيميجناني
ألكسندر جيميجناني (بالبرتغالية: Alexandre Gemignani‏) مواليد 1925 - الوفاة 1998، كان لاعب كرة سلة برازيلي. شارك في الألعاب الأولمبية الصيفية 1948.

## الميداليات
| الميدالية | المسابقة                       |
| --------- | ------------------------------ |
| برونزية   | الألعاب الأولمبية الصيفية 1948 |

## روابط خارجية
- ألكسندر جيميجناني على موقع الاتحاد الدولي لكرة السلة (الإنجليزية)
- ألكسندر جيميجناني على موقع سبورتس رفرنس (الإنجليزية)
- ألكسندر جيميجناني على موقع اللجنة الأولمبية الدولية (الإنجليزية)
- ألكسندر جيميجناني على موقع أوليمبيديا (الإنجليزية)
- ألكسندر جيميجناني على موقع اللجنة الأولمبية البرازيلية (البرتغالية)